# Macov
Macov (allemand : Matzhausen), est un village de Slovaquie situé dans la région de Trnava.

## Histoire
Première mention écrite du village en 1367.

## Démographie

### Évolution de la population
| Année:               | 1994. | 2004.    | 2014.    | 2024.    |
| -------------------- | ----- | -------- | -------- | -------- |
| Nombre de personnes: | 156   | 176      | 287      | 504      |
| Différence:          |       | +12,82 % | +63,06 % | +75,60 % |

| Année:               | 2023. | 2024.   |
| -------------------- | ----- | ------- |
| Nombre de personnes: | 492   | 504     |
| Différence:          |       | +2,43 % |